# Dasung
Beijing Dasung Tech Co., Ltd. (chiń. 北京大上科技有限公司) – chińskie przedsiębiorstwo elektroniczne zajmujące się produkcją urządzeń z ekranami e-ink. Zostało założone w 2014 roku, a swoją siedzibę ma w Pekinie. 
Przedsiębiorstwo specjalizuje się w produkcji monitorów e-ink (monochromatycznych i kolorowych), a także tabletów e-ink i monitorów do użytku przenośnego.
W 2014 roku przedsiębiorstwo zaprezentowało monitor Paperlike z ekranem e-ink o zwiększonej częstotliwości odświeżania. Dzięki zastosowanej technologii monitor może wyświetlać ruchome obrazy (w tym wideo) na ekranie wcześniej stosowanym głównie do treści statycznych. W 2023 roku przedsiębiorstwo zostało wyróżnione nagrodą za pionierskie osiągnięcia w branży e-papieru, przyznaną przez ePaper Industry Alliance (EPIA) podczas International Internet of Things Exhibition (IOTE) w Shenzhen. 